# Brachygalea leucorhabda
Brachygalea leucorhabda är en fjärilsart som beskrevs av George Francis Hampson 1906. Brachygalea leucorhabda ingår i släktet Brachygalea och familjen nattflyn. Inga underarter finns listade i Catalogue of Life.